# Torgeir Brandtzæg
Torgeir Brandtzæg, norveški smučarski skakalec, * 6. oktober 1941, Ogndal, Norveška.
Brandtzæg je nastopil na Zimskih olimpijskih igrah 1964 v Innsbrucku, kjer je osvojil bronasti medalji na veliki in srednji skakalnici. Drugi večji uspeh v karieri je dosegel z osvojitvijo Novoletne turneje v sezoni 1964/65.